# Justizvollzugsanstalt Hannover

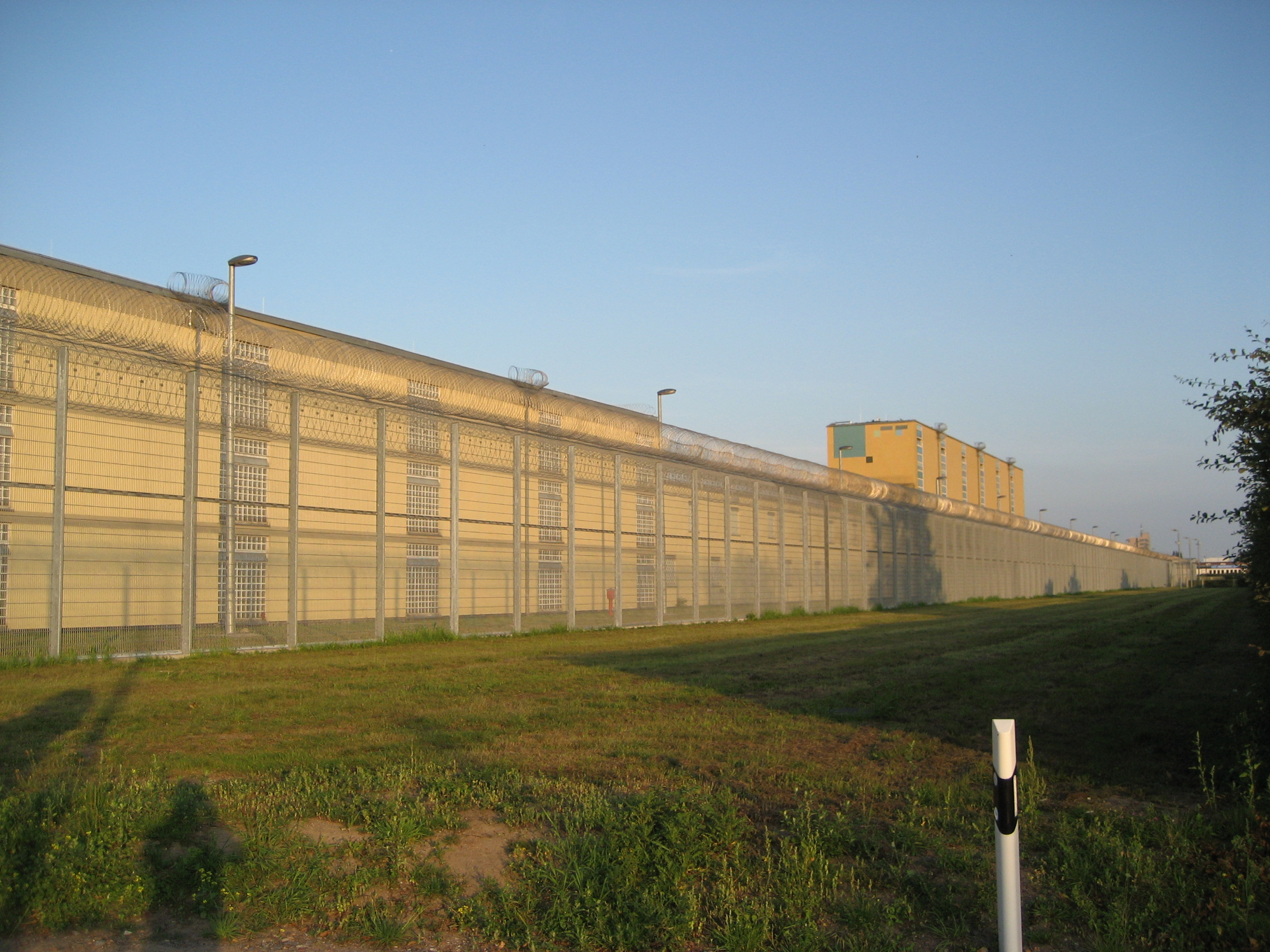
Eingezäuntes Gelände der Justizvollzugsanstalt Hannover

Die Justizvollzugsanstalt Hannover ist die größte Justizvollzugsanstalt in Niedersachsen.

## Geschichte
Sie wurde 1959 bis 1963 als Ersatz für das 1875 außerhalb der Stadt Hannover errichtete, durch Stadterweiterungen dann aber mitten im Zentrum liegende, ehemals Königliche Zellengefängnis am heutigen Raschplatz errichtet. Die JVA an der Schulenburger Landstraße im Stadtteil Hainholz verfügt über rund 600 Haftplätze und beherbergt jährlich etwa 13.500 Personen. Sie hat eine Teilanstalt in Langenhagen für den Vollzug der Abschiebehaft und eine Freigängerabteilung in der Haltenhoffstraße. 
Die JVA Hannover dient ferner als sogenannte Einweisungsabteilung (auch Drehscheibe genannt), über die Gefangene in Niedersachsen nach Durchlaufen des Einweisungsverfahrens gemäß dem niedersächsischen Einweisungs- und Vollstreckungsplan auf die einzelnen Justizvollzugsanstalten in ganz Niedersachsen verteilt werden. Dabei werden jährlich ca. 13.000 Gefangene transportiert, von denen etwa 6.000 mindestens eine Nacht im Transporthaus übernachten.
Bis heute hält sich der Spitzname Hotel zur Kugel für die JVA Hannover. Dies rührt daher, dass sich von 1963 bis 2005 vor dem Haupteingang ein kugelförmiger Gasometer befand.
Die Teilanstalt in Langenhagen wurde 1999 als Abschiebestation konzipiert. Zwischenzeitlich wurden dort auch Strafgefangene untergebracht; zur Erfüllung europarechtlicher Vorgaben wurde die Abteilung Langenhagen zum 1. Januar 2014 entsprechend ihrer ursprünglichen Bestimmung wieder in eine ausschließliche Abschiebungshafteinrichtung überführt.
2025 wurde bekannt, dass die Justizvollzugsanstalt trotz Investitionen von rund zehn Millionen Euro in jüngerer Zeit marode geworden ist. Die niedersächsische Landesregierung kündigte an, die Anstalt durch einen Neubau zu ersetzen. Neben der Verbesserung des Sicherheitsstandards soll die Belegungskapazität auf 800 Plätze erhöht werden und es soll ein Hochsicherheitssaal für Terrorprozesse gebaut werden.